# 創成館中学校
創成館中学校（そうせいかんちゅうがっこう、Sohseikan Middel School）とは、かつて長崎県諫早市にあった私立中学校。学校法人奥田学園が運営していたが、生徒数減少のため2009年3月31日に休校した。

## 校訓
- 自発徹底

## 沿革
- 1990年（平成2年） - 創成館中学校を併設。
- 2006年（平成18年） - 創成館中学校の募集を停止。
- 2009年（平成21年） - 創成館中学校を休校。

## 施設・設備
- スポーツ施設…体育館、グラウンド、テニスコート、野球場、ソフトボール場、50mプール、弓道場、修道館（空手道場）、武徳館（剣道場・柔道場）
- 教育施設…教室棟（3棟）、コンピュータ室（WinRoom、MacRoom）
- 寮…若竹寮
- 食堂…学生食堂

## 部活動
- 体育部
  - バレー部
  - バドミントン部